# Rosenaustadion

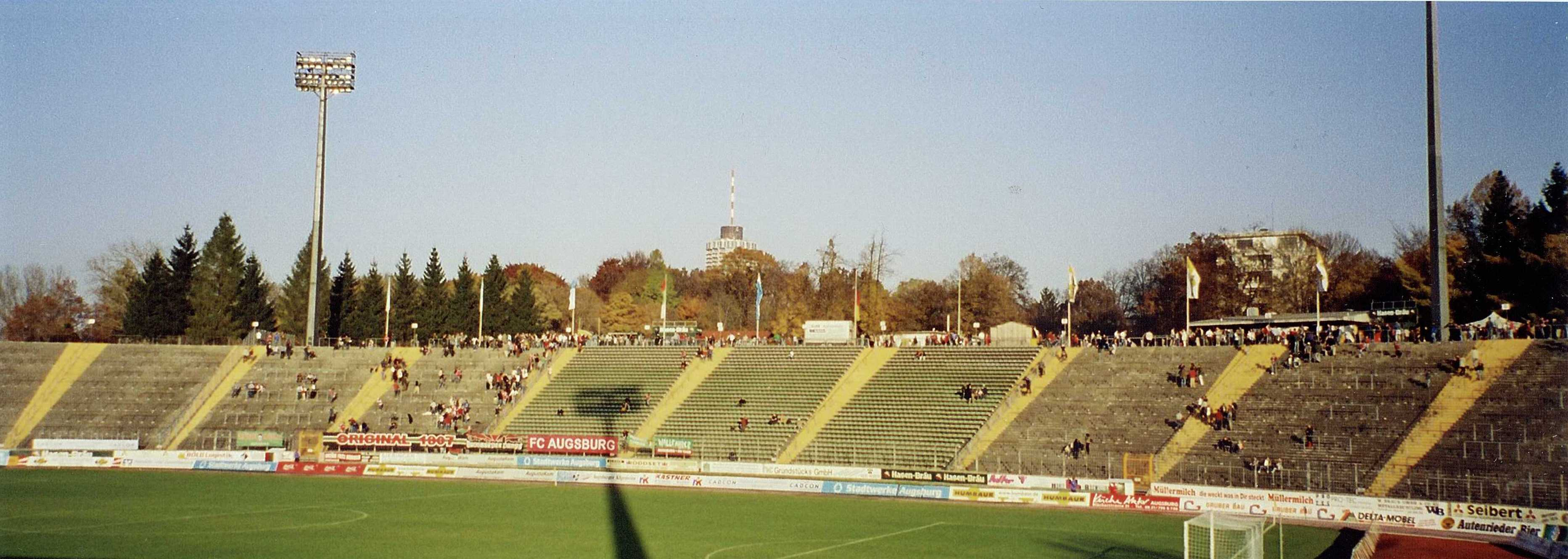
Tribuna del Rosenaustadion

Il Rosenaustadion è il secondo stadio più grande di Augusta, in Germania dopo la  || WWK Arena || 
Il Rosenaustadion fu inaugurato il 16 settembre 1951, e fino al 2009 ha ospitato tutte le gare di casa dell'FCA Augsburg fino all'apertura del nuovo stadio.
Oggi il Rosenaustadion ospita partite di calcio e atletica leggera ed è sede degli incontri casalinghi della Seconda formazione dell'FC Augusta. 
Ha una capienza di 28.000 spettatori.